# غانا في الألعاب الأولمبية
غانا في الألعاب الأولمبية تقوم اللجنة الأولمبية الغانية بالإشراف في شؤون مشاركات غانا في الألعاب الأولمبية، أول مشاركة لغانا في الألعاب الأولمبية كانت في دورة 1952 في هلسنكي في فنلندا حيث شاركت ب7 رياضيين وتمكنت من الفوز بأول ميدالية لها في دورة 1960 في روما، فازت غانا بمشوارها الأولمبي بمجموع 4 ميداليات منها ميدالية فضية واحدة و3 برونزيات ولم تفز حتى الآن باي ميدالية ذهبية، أكثر الرياضات التي تنافس فيها غانا هي الملاكمة وألعاب القوى وكرة القدم.